# Аксайські підземелля
Аксайські підземелля (рос. Аксайские подземелья) — підземелля міста Аксай в Ростовській області.

## Історія
Перші відомості про існування підземель припадають на XVIII століття, коли там були розташовані каземати, які перебували неподалік від фортеці. У них тримали турків, узятих у полон. Їх працю використовували для будівництва підземних тунелів. На мапі першого планування поселення, на місці якого нині розкинулось місто, видно позначки турецьких в'язниць. До 1850-х років Аксай нараховував близько 30 підземних споруд різного призначення. За словами інженера Олександра Рігельмана, який також був будівником фортеці Дмитра Ростовського, у цій місцевості була підземна споруда, що розташовувалася під будівлею.
Входів у підземелля було безліч. У 1970-х роках було виявлено новий об'єкт — двері до підземного ходу в районі розташування автогосподарства «Донплодопром». Двері старовинні, ковані, двостулкові. Кам'яні стовпи використовувалися для їх зміцнення. За дверима раніше був прохід, але на момент виявлення дверей, він був завалений. У цьому місці раніше стояв пороховий завод, склади якого з часом вибухнули, а місце отримало назву Порохової балки.
У Аксаї раніше був колодязь біля будинку № 15 на провулку Пугачова. Для його побудови використовували вапняк. З колодязя був хід, який вів до таємної кімнати. Колодязь датувався XVIII століттям. Вода в колодязі наповнювалася на 4-5 метри, завширшки колодязь був невеликим. У ньому також було виявлено сходинки. За стіною колодязя ховалася невелика кімната з дерев'яними лежанками і порожніми пляшками.
Список об'єктів, які відносяться до підземель міста Аксай, досить великий. Це експозиція військово-історичного музейного комплексу, яку можуть відвідувати туристи, підземелля Митної застави, які датуються XVIII століттям, підземний штаб ПКВО і катакомби Коб'якового городища, до яких немає доступу туристам. Також до цих підземель належать підземні тунелі Мухіної балки і печери. Через низку трагічних випадків, є підстави вважати, що в підземеллях і досі зберігаються стародавні пастки.

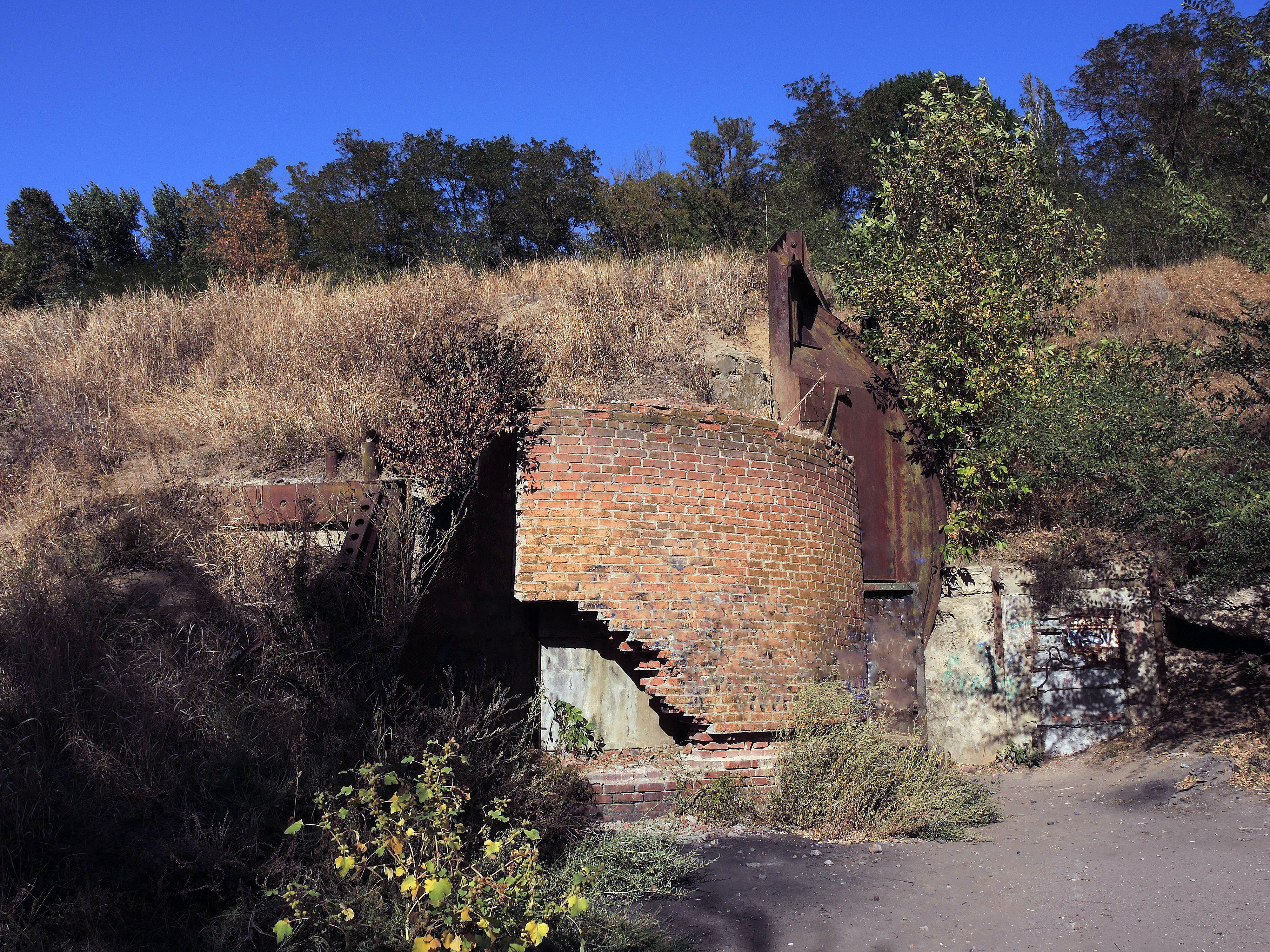
Мухіна балка
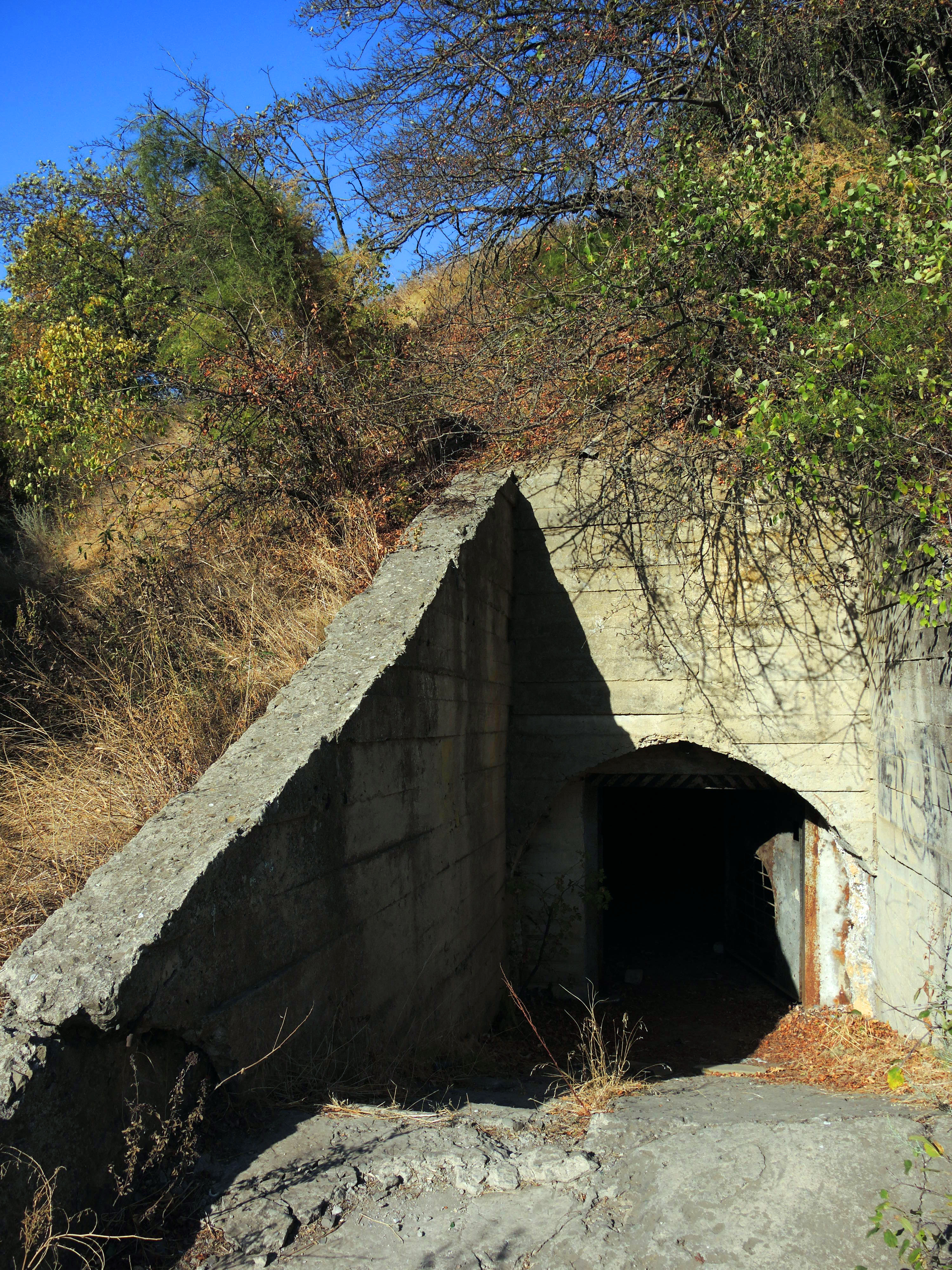
Мухіна балка на північній і західній стороні міста
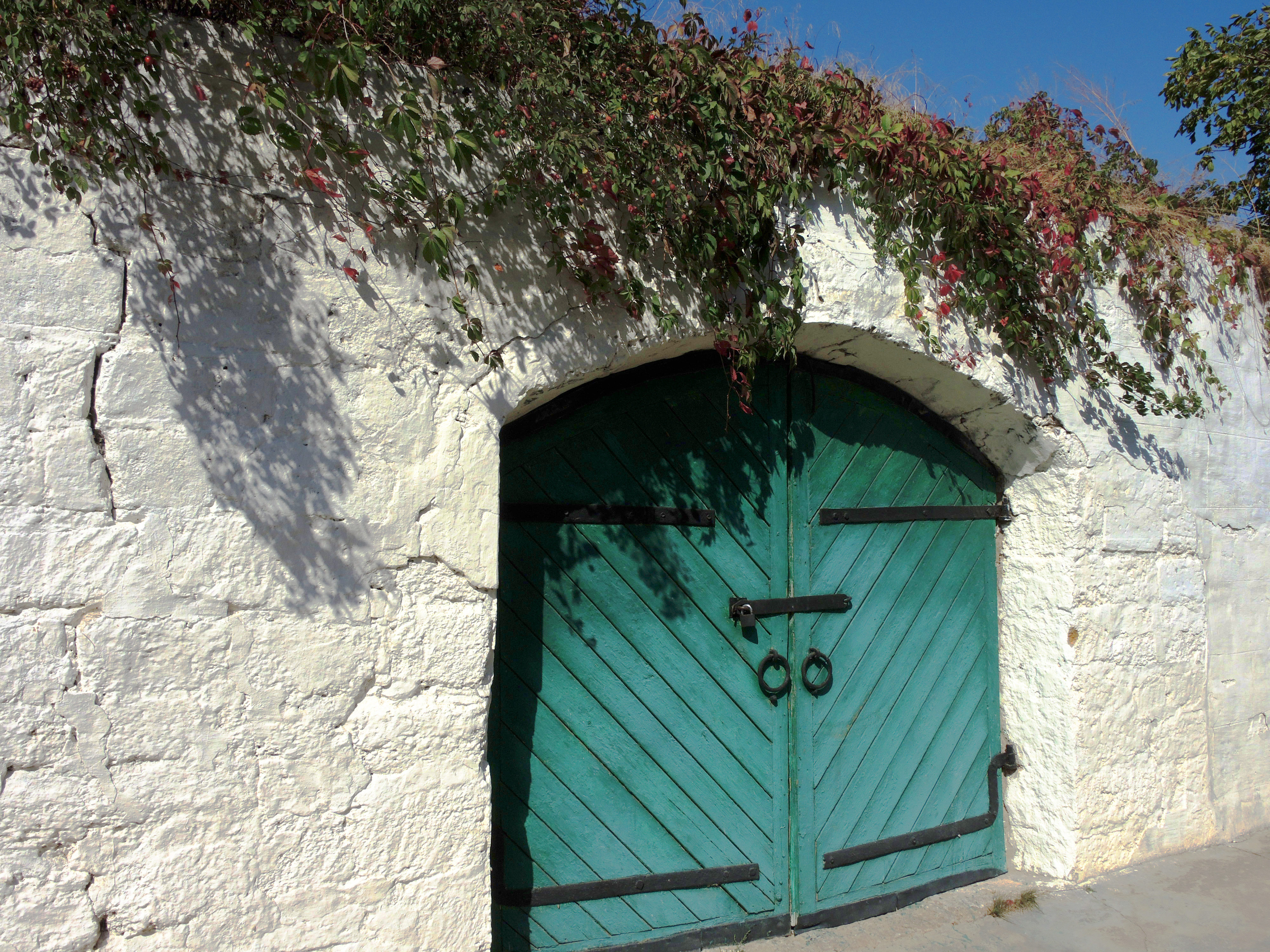
Митна застава в Аксаї